# Гома Олександр Петрович
Олександр Петрович Гома́ (нар. 8 жовтня 1948, Степове) — український художник монументально-декоративного мистецтва; член Спілки радянських художників України з 1990 року. Чоловік майстрині художньої кераміки Галини Гома.

## Біографія
Народився 8 жовтня 1948 року в селі Степовому (нині Лозівський район Харківської області, Україна). 1977 року закінчив Харківський художньо-промисловий інститут за спеціальністю «Інтер'єр і обладнання».
Впродовж 1977—1992 років працював у Хмельницьких художньо-виробничих майстернях. Живе у місті Хмельницькому, в будинку на вулиці Тернопільській № 28, квартира 64.

## Творчість
Працює в галузі монументально-декоративного мистецтва. Серед робіт:
- розписи
  - у Хмельницькому театрі ляльок (1981);
  - у спортзалі Хмельницького університету (1987);
  - у дитсадку (Хмельницький, 1987, 1989);
  - у дитячій бібліотеці (Хмельницький, 1990);
- мозаїчні композиції на теми українських народних пісень у ресторані Хмельницького залізничного вокзалу (1984);
- вітражі
  - на заводі «Темп» (Хмельницький, 1986);
  - у кімнаті відпочинку пілотів Хмельницького аеропорту (1989);
- оформлення інтер'єрів ресторану «Старе місто» (Хмельницький, 2004).

Бере участь у всеукраїнських мистецьких виставках з 1988 року.